# Alpha Books
Alpha Books (tên đầy đủ: Công ty Cổ phần Sách Alpha - tên tiếng Anh: Alpha Books Joint-Stock Company – gọi tắt là Alpha Books) do một nhóm trí thức trẻ thành lập ở Hà Nội năm 2005. Alpha Books là một trong số ít các đơn vị tiên phong trong việc mua bản quyền và xuất bản sách bản quyền ngay từ khi thành lập. Từ tiền thân là Công ty Cổ phần Sách Alpha, đến nay Alpha Books đã phát triển thêm các đơn vị thành viên.

## Lịch sử
Công ty Cổ phần Sách Alpha (Alpha Books) được cấp giấy phép thành lập đầu tiên vào ngày 21 tháng 1 năm 2005, đặt trụ sở tại 25 B12, Hồ Đắc Di, Nam Đồng, Đống Đa, Hà Nội. Cũng trong năm đó, Alpha Books phát triển hệ thống đại diện tại nước ngoài. Ngày 23 tháng 3 năm 2005, cuốn Trí tuệ Kinh doanh châu Á được in xong, đánh dấu lần đầu tiên logo của Alpha Books xuất hiện trên bìa một cuốn sách. Ngày 26 tháng 3 năm 2005, Alpha Books chính thức khai trương.

## Giải thưởng

### Giải Sách Quốc gia
- Giải A cuốn Lịch sử (Omega)[1]
- Giải C cuốn Leonardo Da Vinci (Omega)[2]
- Giải C cuốn Gen - Lịch sử và tương lai của nhân loại (Omega)[3]
- Giải C cuốn Chiến lược đại dương xanh (Alpha Books)[4]

### Giải Sách Hay
- Chiến lược đại dương xanh (Alpha Books) – Giải Sách hay 2013 – Hạng mục Quản trị[5]
- Quốc gia khởi nghiệp (Alpha Books) – Giải Sách hay 2014 – Hạng mục Kinh tế[6]
- Tương lai của Quản trị – Giải Sách hay 2017 – Hạng mục Quản trị[7]
- Cuộc chuyển dịch đại dương xanh (Alpha Books) – Giải Sách hay 2018 – Hạng mục Quản trị[8]
- Sapiens Lược sử loài người (Omega) – Hạng mục bạn trẻ bình chọn năm 2018[9]
- Tư duy nhanh và chậm (Alpha Books) – Giải Sách hay 2019 – Hạng mục Quản trị[10]
- Lý thuyết trò chơi và ứng dụng trong quản trị kinh doanh (Alpha Books) – Giải Sách hay 2020 hạng mục Quản trị[11]
- Sự giàu và nghèo của các dân tộc (Omega) – Hạng mục kinh tế năm 2020[11]

### Giải thưởng cho doanh nghiệp
- Alpha Books nhận giải thưởng "Phát triển văn hóa đọc năm 2020" của Bộ Văn hóa, Thể thao và Du lịch[12]